# Ain Bou Ali
Ain Bou Ali  (in arabo عين بوعلي‎?) è un centro abitato e comune rurale del Marocco situato nella provincia di Moulay Yacoub, regione di Fès-Meknès. Conta una popolazione di 12 282 abitanti (censimento 2014).